# Bilheteria dos cinemas no Brasil em 2019
Lista com o valor de arrecadação em reais e o público dos principais filmes lançados nos cinemas de todo o Brasil no ano de 2019.

## Líderes de arrecadação nos fins de semana
| Data            | Filme                             | Arrecadação (em R$) | Público   | Notas | Ref.  |
| --------------- | --------------------------------- | ------------------- | --------- | --- | ----- |
| 6 de janeiro    | WiFi Ralph - Quebrando a internet | 17 500 000          | 1 042 080 | |       |
| 13 de janeiro   | Homem-Aranha no Aranhaverso       | 10 200 000          | 586 467   | |       |
| 20 de janeiro   | Como Treinar o Seu Dragão 3       | 13 100 000          | 782 169   | |       |
| 27 de janeiro   | Como Treinar o Seu Dragão 3       | 8 500 000           | 517 658   | |       |
| 3 de fevereiro  | Como Treinar o Seu Dragão 3       | 6 118 292           | 370 973   | |       |
| 10 de fevereiro | Como Treinar o Seu Dragão 3       | 3 803 950           | 237 510   | |       |
| 17 de fevereiro | Alita - Anjo de Combate           | 5 925 948           | 323 208   | |       |
| 24 de fevereiro | Alita - Anjo de Combate           | 3 092 001           | 171 930   | A Morte te Dá Parabéns 2 teve maior público, com 195.545                                                      | [ 1 ] |
| 3 de março      | A Caminho de Casa                 | 2 423 332           | 154 109   | |       |
| 10 de março     | Capitã Marvel                     | 50 794 314          | 2 850 535 | | [ 2 ] |
| 17 de março     | Capitã Marvel                     | 27 929 702          | 1 556 451 | |       |
| 24 de março     | Capitã Marvel                     | 14 918 588          | 823 371   | |       |
| 31 de março     | Dumbo                             | 10 586 585          | 582 361   | |       |
| 6 de abril      | Shazam!                           | 18 055 791          | 1 009 537 | |       |
| 13 de abril     | Shazam!                           | 9 168 645           | 508 358   | |       |
| 20 de abril     | Shazam!                           | 6 608 863           | 377 242   | |       |
| 27 de abril     | Vingadores: Ultimato              | 101 395 612         | 5 445 102 | Maior estreia do ano; Maior bilheteria de estreia de todos os tempos; Maior público e faturamento da história |       |
| 5 de maio       | Vingadores: Ultimato              | 61 924 343          | 3 349 200 | |       |
| 12 de maio      | Vingadores: Ultimato              | 30 360 020          | 1 635 825 | |       |
| 19 de maio      | Vingadores: Ultimato              | 17 181 089          | 901 877   | |       |
| 26 de maio      | Aladdin                           | 18 514 103          | 956 382   | |       |
| 2 de junho      | Aladdin                           | 15 267 377          | 831 703   | |       |
| 9 de junho      | X-Men: Fênix Negra                | 11 265 723          | 600 552   | |       |
| 16 de junho     | Aladdin                           | 6 905 025           | 394 421   | |       |
| 23 de junho     | Toy Story 4                       | 34 911 625          | 1 940 352 | |       |
| 30 de junho     | Toy Story 4                       | 19 475 962          | 943 259   | |       |
| 7 de julho      | Homem-Aranha: Longe de Casa       | 30 100 081          | 1 675 412 | |       |
| 14 de julho     | Homem-Aranha: Longe de Casa       | 17 348 829          | 960 681   | |       |
| 21 de julho     | O Rei Leão                        | 67 916 815          | 3 686 903 | Segunda maior estreia do ano; Segunda maior bilheteria de estreia de todos os tempos                          |       |
| 28 de julho     | O Rei Leão                        | 48 032 235          | 2 684 987 | Segunda maior estreia do ano; Segunda maior bilheteria de estreia de todos os tempos                          |       |
| 4 de agosto     | O Rei Leão                        | 23 737 851          | 1 331 570 | Segunda maior estreia do ano; Segunda maior bilheteria de estreia de todos os tempos                          |       |
| 11 de agosto    | O Rei Leão                        | 13 838 182          | 781 253   | Segunda maior estreia do ano; Segunda maior bilheteria de estreia de todos os tempos                          |       |
| 18 de agosto    | Nada a Perder 2[a]                | 14 462 931          | 1 280 820 | Filme nacional.                                                                                               |       |
| 25 de agosto    | Nada a Perder 2[a]                | 9 975 301           | 884 987   | |       |
| 1 de setembro   | Nada a Perder 2[a]                | 6 637 389           | 677 370   | |       |
| 8 de setembro   | It - Capítulo Dois                | 18 198 700          | 1 103 043 | |       |
| 15 de setembro  | It - Capítulo Dois                | 9 171 880           | 553 624   | |       |
| 22 de setembro  | It - Capítulo Dois                | 4 864 472           | 290 819   | |       |
| 29 de setembro  | Abominável                        | 6 066 216           | 353 194   | |       |
| 6 de outubro    | Coringa                           | 29 506 430          | 1 674 513 | |       |
| 13 de outubro   | Coringa                           | 26 707 087          | 1 507 701 | |       |
| 20 de outubro   | Malévola: Dona do Mal             | 18 412 717          | 999 882   | |       |
| 27 de outubro   | Malévola: Dona do Mal             | 13 901 025          | 777 796   | |       |
| 3 de novembro   | Malévola: Dona do Mal             | 9 019 523           | 517 815   | |       |
| 10 de novembro  | Malévola: Dona do Mal             | 7 191 653           | 410 972   | |       |
| 17 de novembro  | Malévola: Dona do Mal             | 5 927 090           | 339 121   | Maior número de semanas na liderança                                                                          |       |
| 24 de novembro  | Malévola: Dona do Mal             | 2 523 501           | 143 856   | |       |
| 1 de dezembro   | Uma Segunda Chance Para Amar      | 2 442 537           | 149 029   | |       |
| 8 de dezembro   | Malévola: Dona do Mal             | 1 857 139           | 109 134   | |       |
| 15 de dezembro  | Entre Facas e Segredos            | 2 282 399           | 4 573 923 | |       |
| 22 de dezembro  | Star Wars: A Ascensão Skywalker   | 22 391 227          | 1 099 030 | |       |
| 29 de dezembro  | Minha Mãe é uma Peça 3            | 30 794 235          | 1 852 238 | Filme nacional.                                                                                               |       |

Notas
- ↑[a]  Assim como Nada a Perder e Os Dez Mandamentos, Nada a Perder 2 teve relatos de salas vazias com todos os ingressos vendidos (muitos dos quais foram comprados em massa pela Igreja Universal do Reino de Deus), indicando uma discrepância entre o número relatado de espectadores e o público real.[4][5]

## Arrecadação total
| #  | Filme                             | Estúdio               | Arrecadação(em R$) | Público Total | Ref. |
| -- | --------------------------------- | --------------------- | ------------------ | ------------- | ---- |
| 1  | Vingadores: Ultimato              | Disney/Marvel         | 353.204.628        | 19.686.119    |      |
| 2  | O Rei Leão                        | Walt Disney Studios   | 287.384.674        | 16.267.649    |      |
| 3  | Minha Mãe é uma Peça 3            | Downtown/Paris Filmes | 181.712.342        | 11.550.568    |      |
| 4  | Coringa                           | Warner Bros.          | 156.871.082        | 9.753.597     |      |
| 5  | Capitã Marvel                     | Disney/Marvel         | 153.477.449        | 9.002.469     |      |
| 6  | Toy Story 4                       | Disney/Pixar          | 135.239.503        | 7.963.772     |      |
| 7  | Homem-Aranha: Longe de Casa       | Sony/Marvel           | 117.423.247        | 6.562.228     |      |
| 8  | Malévola: Dona do Mal             | Walt Disney Studios   | 91.617.212         | 5.800.314     |      |
| 9  | Aladdin                           | Walt Disney Studios   | 84.671.948         | 4.792.760     |      |
| 10 | WiFi Ralph - Quebrando a internet | Walt Disney Studios   | 64.900.315         | 4.405.401     |      |
| 11 | Como Treinar o Seu Dragão 3       | Universal Studios     | 58.548.268         | 3.945.533     |      |
| 12 | Nada a Perder 2                   | Downtown/Paris Filmes | 56.715.696         | 5.781.934     |      |
| 13 | X-Men: Fênix Negra                | 20th Century Fox      | 54.394.767         | 3.334.191     |      |
| 14 | Star Wars: A Ascensão Skywalker   | Disney/Lucasfilm      | 54.160.290         | 2.835.703     |      |
| 15 | Shazam!                           | Warner Bros.          | 47.950.355         | 2.929.767     |      |
| 16 | It - Capítulo Dois                | Warner Bros.          | 47.721.821         | 3.155.805     |      |
| 17 | Velozes e Furiosos: Hobbs & Shaw  | Universal Pictures    | 44.296.141         | 2.747.896     |      |
| 18 | Turma da Mônica: Laços            | Downtown/Paris Filmes | 30.422.827         | 2.130.893     |      |
| 19 | Dumbo                             | Walt Disney Studios   | 29.527.559         | 1.829.341     |      |
| 20 | Homem-Aranha no Aranhaverso       | Sony Pictures         | 29.292.645         | 1.909.646     |      |